# Sayornis saya
Sayornis saya là một loài chim trong họ Tyrannidae.
Chúng là một loài chim phổ biến ở miền tây Hoa Kỳ. Loài này ưa thích các khu vực khô, hoang vắng. Loài chim này được đặt tên theo tên nhà tự nhiên học người Mỹ Thomas Say.

## Phân loại
Loài chim này được nhà tự nhiên học người Pháp Charles Lucien Bonaparte mô tả chính thức vào năm 1825 từ một mẫu vật được thu thập gần Pueblo, Colorado. Ông đã đặt cho chúng danh pháp hai phần là Muscicapa saya, tên cụ thể của loài được chọn để vinh danh nhà tự nhiên học Thomas Say. Loài này hiện đang được xếp vào chi Sayornis do Bonaparte đề xuất vào năm 1854.
Chúng có hai phân loài được công nhận:
- S. s. saya (Bonaparte, 1825) – Alaska, tây Canada, tây Hoa Kỳ và nam Mexico
- S. s. quiescens Grinnell, 1926 – Baja California (tây bắc Mexico)